# Partido de Requena y Aldeas
El Partido de Requena y Aldeas (PRyA), es una formación política de ámbito local cuyo lugar de actuación son todos los municipios que componen en la comarca de Requena-Utiel principalmente el municipio de Requena y sus 25 pedanías (Valencia). Como resultado, el partido consiguió un acta de concejal en Requena en las elecciones municipales de 2015, que revalidó en 2019.

## Creación
El partido fue creado el 1 de abril de 2015 por un reducido grupo de vecinos del municipio, posteriormente se fueron incorporando personas al proyecto alcanzando los 52 miembros. 

## Principios
El partido se crea con el objetivo de implantar en el municipio un partido de ámbito local, con la única idea de hacer prosperar a Requena y a sus 25 aldeas. 
Las aldeas que componen el término municipal de Requena son: Barrio Arroyo, Calderón, Campo Arcís, Casas de Cuadra, Casas de Eufemia, Casas de Sotos, Casas del Río, El Azagador, El Derramador, El Pontón, El Rebollar, Fuen Vich, Hortunas, La Portera, Las Nogueras, Los Cojos, Los Duques, Los Isidros, Los Pedrones, Los Ruíces, Penen de Albosa, Roma, San Antonio, San Juan, Villar de Olmos  y La Cañada. 
El partido no tiene ideología definida, pues sus miembros son de una procedencia muy variada políticamente hablando, es decir, hay militantes tanto de izquierda como de derecha, con un nexo de unión entre ellos que está por encima de cualquier ideología, el municipalismo. Dicho municipalismo se traduce en unos proyectos concretos para cada área de gobierno, con el objetivo de hacer prosperar el municipio. Tras las elecciones de 2019, el partido sufrió una reestructuración a nivel interno, reforzándose el ala conservadora del partido.
El partido defiende y fomenta cualquier tipo de tradición arraigada en el municipio, el fomento y protección de la agricultura como motor económico tradicional, la construcción del Parque Empresarial de El Rebollar, el idioma castellano o español como lengua autóctona, la potenciación del turismo, la protección del entorno natural, la implantación de energías renovables, etc
El partido consiguió entrar en el consistorio en 2015 con un concejal, y mantuvo un acuerdo de colaboración con Ciudadanos durante los últimos 7 meses de la legislatura 2015-2019 que permitió aprobar mociones y realizar reivindicaciones que, en solitario, no hubieran tenido repercusión. El acuerdo fue disuelto a en la asamblea extraordinaria que el partido celebró el 31 de marzo de 2019 por 24 votos a favor, 1 en contra y 1 abstención. 
De nuevo, el partido presentó candidatura a la alcaldía de Requena en las elecciones municipales de 2019, esta vez con aspiraciones de llegar al gobierno local.

## Resultados electorales
Tras las elecciones del 24 de mayo de 2015 los resultados electorales fueron modestos, aunque fueron ampliamente celebrados por los independientes integrados del partido, puesto que la formación apenas tenía menos de dos meses de vida. Con un 5,47% y 540 votos, la formación obtuvo 1 concejal.
En las elecciones de 2019 mantuvo el concejal que había logrado en las anteriores elecciones, mejorando ligeramente sus resultados al obtener 631 votos, un 6,71% del total.
- Datos: Q30916170